# Лютцен
Лютцен (нім. Lützen) — місто в Німеччині, розташоване в землі Саксонія-Ангальт. Входить до складу району Бургенланд.
Площа — 108,28 км2. Населення становить 8443 ос. (станом на 31 грудня 2021).

## Історія
Місто відоме тим, що поряд із ним відбулись дві великі битви:
- Битва під Лютценом (1632)
- Битва під Лютценом (1813)

## Галерея

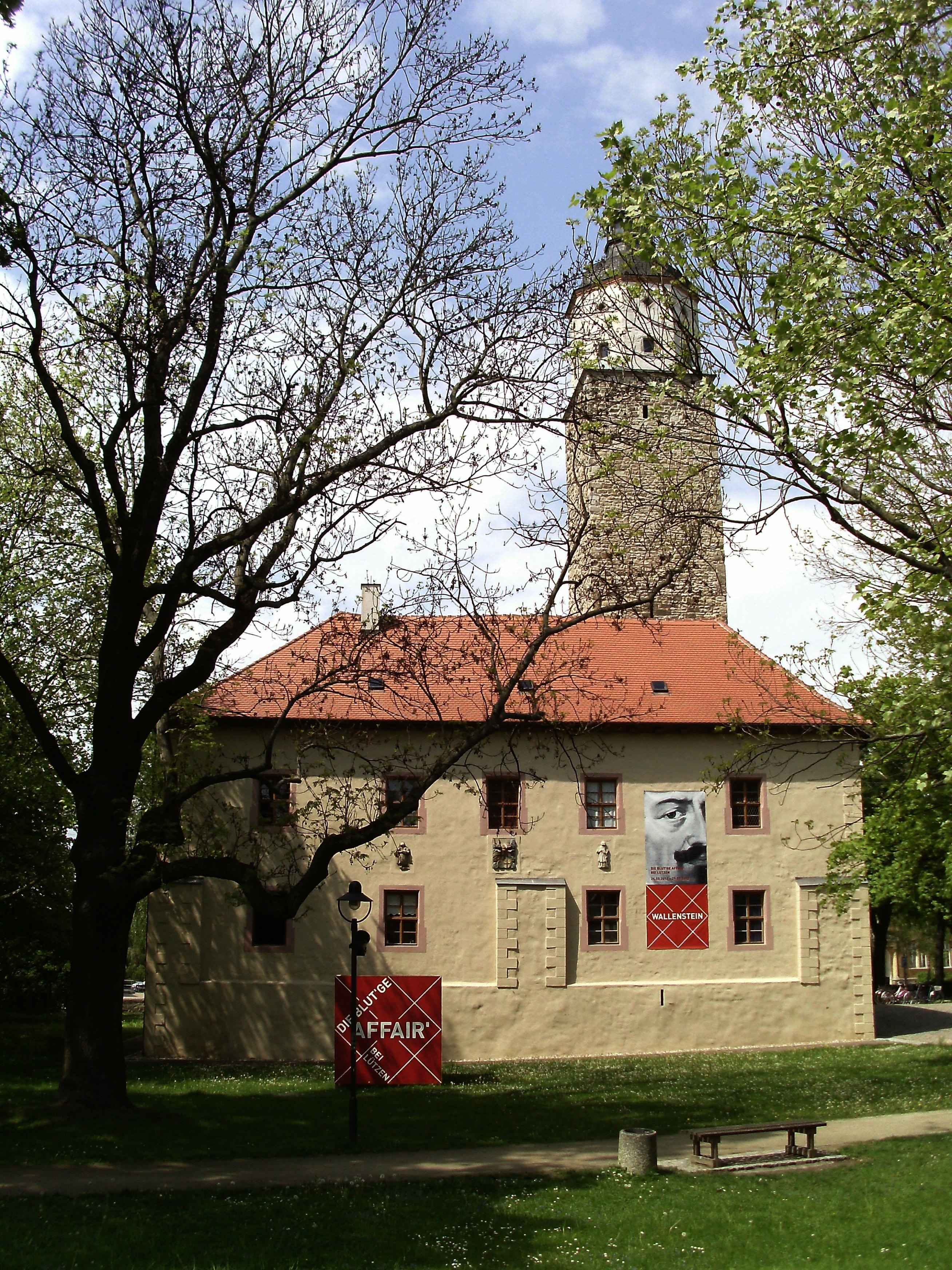
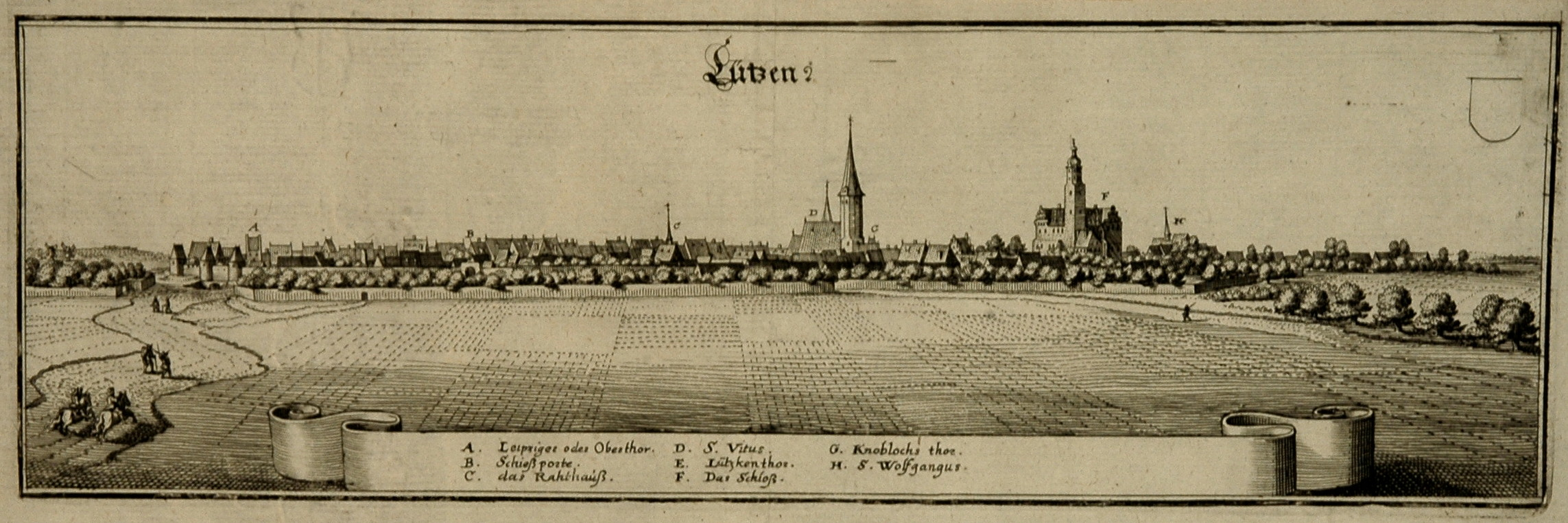
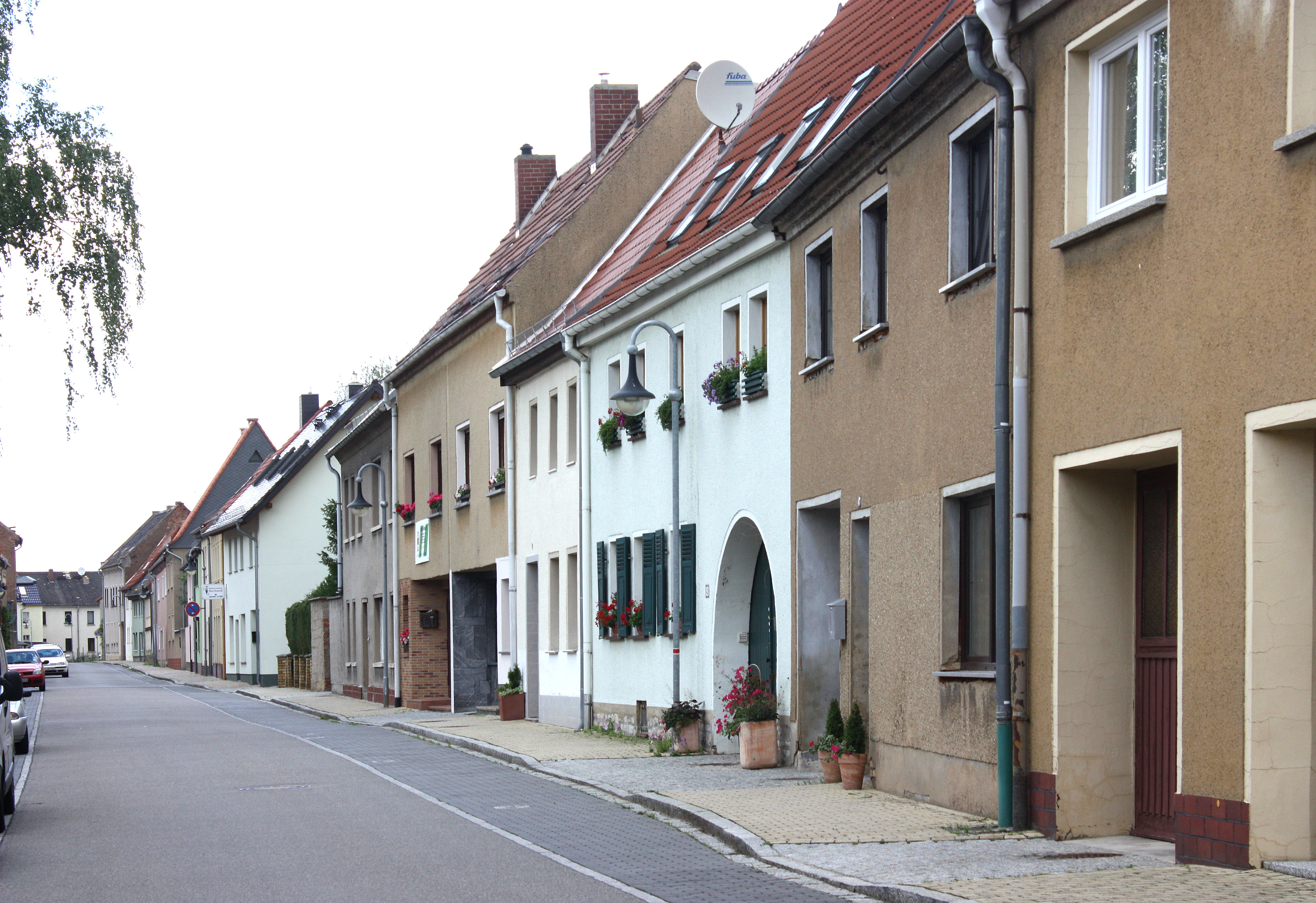
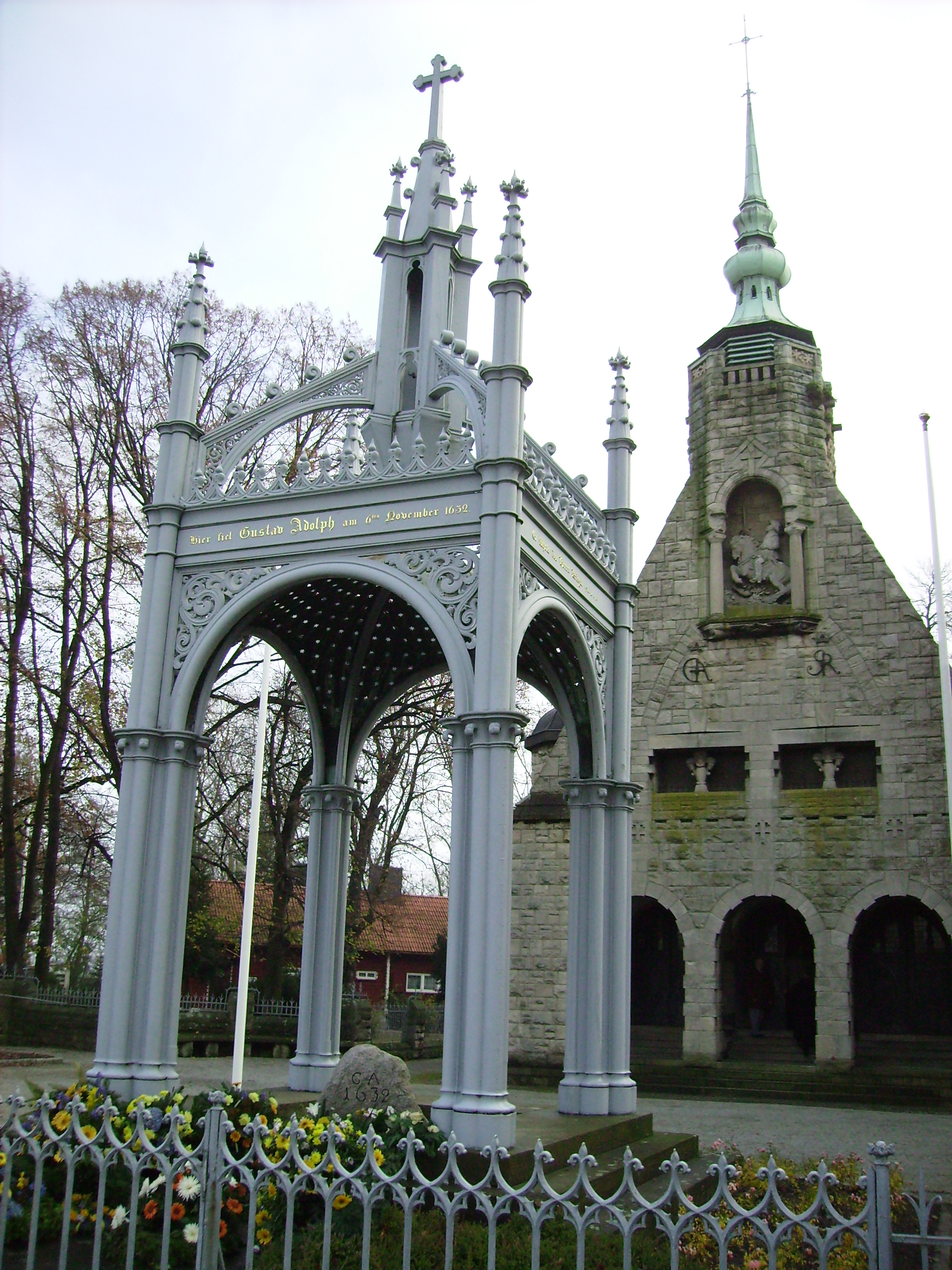
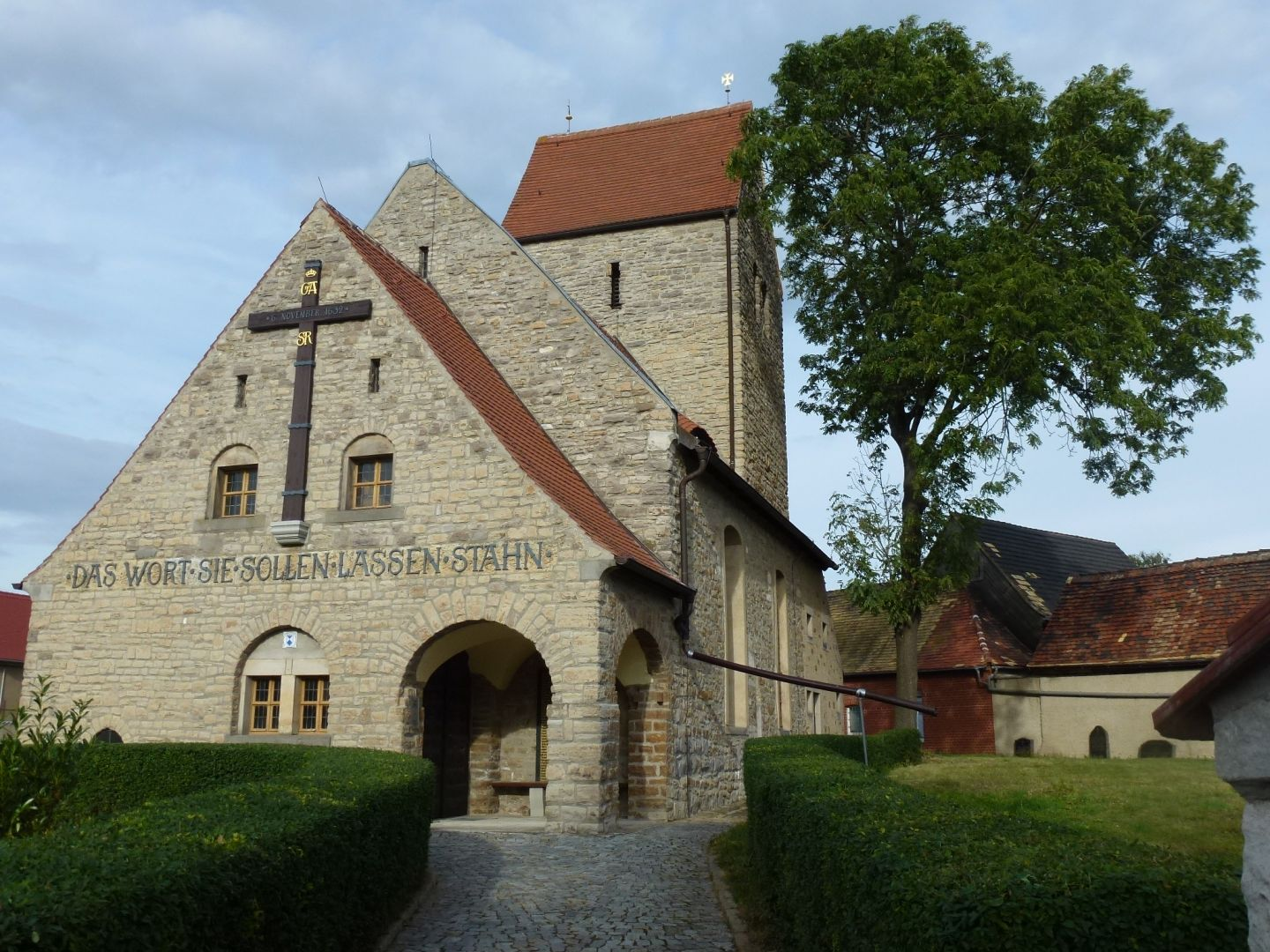
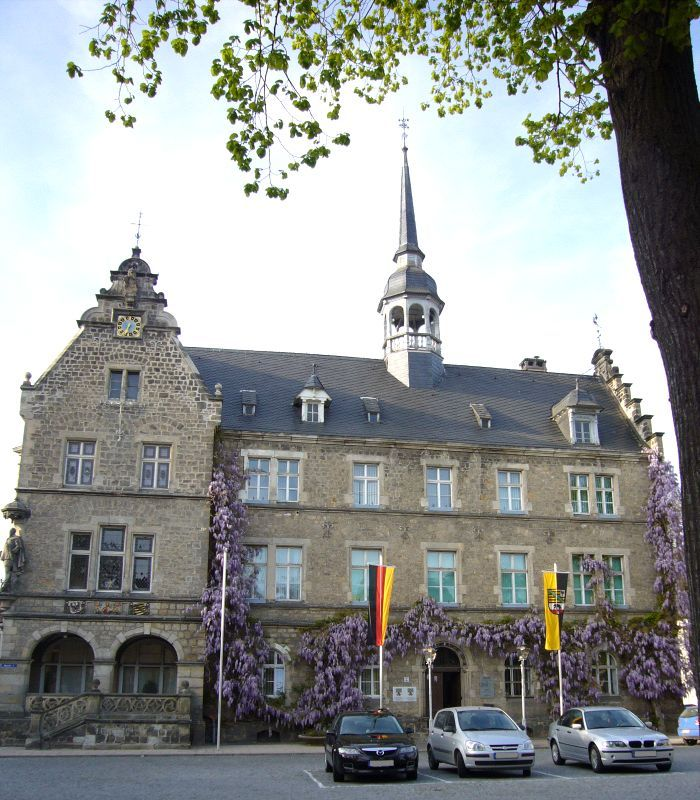